# Departamento de CC
El Departamento de CC (en chino: CC派), o Camarilla CC (en chino: 中央俱樂部組織), fue una de las facciones políticas dentro del Kuomintang (Partido Nacionalista Chino), en la República de China (1912-1949). Fue dirigido por los hermanos Chen Guofu y Chen Lifu, amigos de Chiang Kai-shek.
Chen Lifu y su hermano mayor Chen Guofu eran sobrinos de Chen Qimei, quien hasta su asesinato por el señor de la guerra chino Yuan Shih-kai en 1916 fue el mentor del próximo líder nacionalista Chiang Kai-shek. Debido a esos lazos personales, los hermanos Chen llegaron a dirigir las operaciones organizativas del KMT dominado por Chiang, fundando su propia organización política conocida como Camarilla CC.
Considerada la extrema derecha del Kuomintang junto con la Sociedad de Camisas Azules, la Camarilla CC representaba a los tradicionalistas, anticomunistas, antijaponeses y los intereses de los terratenientes. Estuvieron más cerca del generalísimo Chiang Kai-shek, influyendo en los nombramientos y ascensos, y tenían el mayor bloque de votos en el Comité Ejecutivo Central. Chen Li-fu fue considerado el jefe del partido. Sus miembros incluían a muchos miembros de la élite del partido, incluidas personas como la esposa de Chiang Kai-shek, Soong Mei-ling, y H.H. Kung e influyeron en la inteligencia, el comercio, la banca, el ejército, la educación y la propaganda.
La Camarilla CC colocó seguidores leales en todo el partido y la maquinaria gubernamental, asegurando influencia en la burocracia, agencias educativas, organizaciones juveniles y sindicatos. Los hermanos también influyeron en la Oficina Central de Investigación y Estadísticas del KMT, uno de los dos principales cuerpos policiales y de inteligencia de Chiang. Chen Lifu admitió libremente que estas unidades causaron críticas considerables.

## Miembros destacados
Wang Tseng-shan, un musulmán chino, fue el comisionado de Asuntos Civiles del KMT en el Gobierno de Coalición de Xinjiang entre 1946 y 1947, y estuvo asociado con la Camarilla CC. El uigur Masud Sabri también era miembro de la Camarilla CC, al igual que el tártaro Burhan Shahidi y el general del KMT Han Wu Zhongxin.